# (2047) Сметана
(2047) Сметана (временное обозначение 1971 UA) — яркий астероид из семейства Венгрии, двойная система, главный астероид в которой обладает диаметром около 3,5 километров. Астероид был открыт 26 октября 1971 года чешским астрономом Любошем Кохутеком в обсерватории Бергедорф в Гамбурге, Германия. Астероид был назван в честь чешского композитора Бедржиха Сметаны. Спутник (2047) Сметаны размером менее километра был обнаружен в 2012 году.

## Физические характеристики
(2047) Сметана — предположительно, астероид E-типа. Согласно исследованиям, проведенным миссией NEOWISE НАСА, диаметр астероида составляет 3,131 километра, а его поверхность имеет альбедо 0,544.

### Кривые блеска
В период с 2006 по 2012 год несколько кривых блеска вращения (2047) Сметаны были получены в результате фотометрических наблюдений американским астрономом Брайаном Уорнером в его обсерватории "Palmer Divide" и станции "CS3–Palmer Divide" в Колорадо и Калифорнии соответственно. Анализ кривой блеска показал, что период вращения составляет от 2,4801 до 2,498 часа, а изменение яркости — от 0,12 до 0,16 звёздной величины.

### Спутник
Во время фотометрических наблюдений Уорнера в 2012 году было обнаружено, что (2047) Сметана является двойным астероидом с вращающимся вокруг него спутником. Спутник обращается вокруг основного тела каждые 22,43 часа и имеет диаметр около 0,63 километра. Однако бинарный статус астероида до сих пор не был однозначно подтверждён, поскольку наблюдения в 2016 году не позволили чётко выявить какие-либо взаимные затмения и события, связанные с затмениями.